# Domingo Gómez-Acedo Villanueva
Domingo Gómez-Acedo Villanueva, conegut simplement com a Acedo, Txomín Acedo o Domingo Acedo, (Bilbao, País Basc 1898 - Getxo 1980) fou un futbolista basc que destacà a la dècada del 1920 amb l'Athletic Club de Bilbao.

## Biografia
Va néixer el 6 de juny de 1898 a la ciutat de Bilbao, capital de Biscaia. Va morir el 1980 a la seva residència de la ciutat de Getxo.

## Carrera esportiva

### Trajectòria per clubs
Amb 15 anys va entrar a formar part del primer equip de l'Athletic Club de Bilbao, club al qual desenvoluparia tota la seva carrera. Al llarg de les seves catorze temporades al club aconseguí disputar 111 partits i guanyar cinc Copes d'Espanya (1914, 1915, 1916, 1921 i 1923) així com nou Campionats regionals de Biscaia (1914, 1915, 1916, 1920, 1921, 1923, 1924, 1928 i 1929).
És el jugador i golejador més jove de la història de l'Athletic, havent debutat, i marcat, al Campeonato Regional Norte el 18 d'octubre de 1914, amb tan sols 16 anys, 4 mesos i 12 dies.

### Trajectòria amb la selecció
Acedo fou un dels integrants del debut de la selecció espanyola en competicions internacionals en participar en els Jocs Olímpics d'Estiu de 1920 celebrats a Anvers (Bèlgica). En aquesta competició, on aconseguí guanyar la medalla de plata, participà en quatre partits, partit de debut inclòs.
Fou seleccionat per participar en els Jocs Olímpics d'Estiu de 1924 realitzats a París (França), tot i que com que no podia viatjar fins a la capital francesa fou substituït per un altre jugador. Al llarg de la seva carrera internacional jugà 11 partits amb la selecció, en què marcà un gol.